# Pterocheilus heptneri
Pterocheilus heptneri är en stekelart som beskrevs av Kostylev 1940. Pterocheilus heptneri ingår i släktet palpgetingar, och familjen Eumenidae. Inga underarter finns listade i Catalogue of Life.